# Pyrenecosa pyrenaea
Pyrenecosa pyrenaea är en spindelart som först beskrevs av Simon 1876.  Pyrenecosa pyrenaea ingår i släktet Pyrenecosa och familjen vargspindlar.
Artens utbredningsområde är Frankrike. Inga underarter finns listade i Catalogue of Life.